# Villa Bernardo Monteagudo
Villa Bernardo Monteagudo es una localidad del Gran Buenos Aires, Argentina. Pertenece al partido de San Martín.

## Geografía

### Ubicación
Limita al sur con Sáenz Peña y Santos Lugares, al oeste con Villa Ayacucho y San Martín centro, al norte con Villa Chacabuco y al este con Villa Parque Presidente Figueroa Alcorta. Durante mucho tiempo se lo consideró erróneamente como parte de Villa Lynch

### Población
Contaba con 8,293 habitantes (Indec, 2001), situándose como la 17.ª localidad del partido.

### Sismicidad
La región responde a la «subfalla del río Paraná», y a la «subfalla del río de la Plata», con sismicidad baja; y su última expresión se produjo el 5 de junio de 1888 (137 años), a las 3.20 UTC-3, con una magnitud aproximadamente de 5,0 en la escala de Richter (terremoto del Río de la Plata de 1888).
La Defensa Civil municipal debe advertir sobre escuchar y obedecer acerca de 
Área de
- Tormentas severas periódicas
- Baja sismicidad, con silencio sísmico de 137 años